# 大場長平
大場 長平（おおば ちょうへい、1859年1月28日（安政5年12月25日）- 1916年（大正5年）8月10日）は、明治から大正初期の実業家・政治家。衆議院議員、香川県会議長。

## 経歴
讃岐国山田郡、のちの香川県山田郡林村（木田郡林村を経て現高松市）で、大場吉次郎の二男として生まれる。漢学を修めた。1889年（明治22年）6月、家督を相続した。
1889年、讃岐鉄道取締役に就任。その他、讃岐農工銀行頭取、韓国実業監査役、東讃電気軌道（現高松琴平電気鉄道）社長などを務めた。
政界では、六条村戸長、林村会議員、木田郡四ケ池普通水利組合常設議員などを務めた。香川県会議員に選出され、1899年（明治32年）10月21日、同議長に就任し同月27日まで7日間在任した。
1902年（明治35年）8月、第7回衆議院議員総選挙（香川県郡部、 立憲政友会）で当選し、衆議院議員に1期在任。1903年（明治36年）3月、第8回総選挙（香川県郡部、立憲政友会）では落選した。
1916年4月、高松市の紳士賭博事件に連座し、高松区裁判所で懲役1カ月の有罪判決を受け大審院に上告中であったが、同年8月、腸の病のため入院加療中の日本赤十字社香川支部病院で死去した。